# Любен Морчев
Любен Морчев е български режисьор, сценарист и преподавател в НАТФИЗ „Кръстю Сарафов“.

## Биография
Любен Морчев е роден на 11 март 1933 г. в Леденик, Велико Търново (Царство България). Израства в София.
През 1955 г.  завършва Държавното висше театрално училище (ДВТУ), днес НАТФИЗ „Кръстъо Сарафов“, в класа на проф. Боян Дановски. От 1956 г., в продължение на петдесет години работи като режисьор-постановчик в Българска национална телевизия, в редица театри в страната, в Българско национално радио и на самодейни пиеси.
През 1960 г. започва педагогическа дейност като асистент във ВИТИЗ, дейност, която продължава и като преподавател в НАТФИЗ до 1999 г.

## Личен живот
Съпругата му Афродита Морчева, е преподавател по френски език в Софийския университет „Климент Охридски“, преводач, автор на френско-български речник и на метода „Le français c’est super!“ (11 – 15 г).

## Игрални филми
- 1967 г. Дворът с люлките – (II част на Случка от лятото) – сц. Димитър Гулев и Любен Морчев. “Дворът с люлките” е първият опит на Телевизионния театър да излезе извън студиото. Това е филм, създаден за Телевизия театър, заснет на филмова лента.
- 1984 г. Златният Век – филм 11 серии – Българска национална телевизия[4]
- 1977 г. Момчетата от „Златен лъв“ – 4 серии Българска национална телевизия[4]
- 1991 г. Нощ без теб – филм Българска национална телевизия[4]

## Телевизия

### Телевизионен театър
Любен Морчев е един от основателите на Телевизионния театър. От 1964 до 1977 БНТ излъчва повече от 30 негови постановки.

#### Постановки на Любен Морчев като режисьор в „Телевизионен театър“[5]
1966
- Амброзио убива времето – от Артур Фоке (първият мюзикъл по БНТ)[6]
- Случка от лятото – сц. Димитър Гулев
- Политикани – пиеса от Рачо Стоянов

1968
- Ромео, нима още живееш? – от Панчо Панчев

1969
- Паганини на тромпет (I част) – сц. Никола Русев
- Паганини на тромпет (II част) – сц. Никола Русев
- Немили – недраги, по Иван Вазов – сц. Любен Морчев
- Машенка – от Александър Афиногенов
- Двоен креват за Адам и Ева – сц. Никола Русев, Московска телевизия – Останкино, СССР

1970
- Чудесната тройка – от Владимир Голев
- Митрофан и Дормидолски – по Иван Вазов
- Вражалец – от Ст.Л. Костов
- Момиченцето и кралете – от Борис Рябкин
- Чудовището от Самарканд – приказка сц. Любен Морчев

1971
- Само ние няма да сме същите – от Никола Русев
- Петлето – от Никола Русев
- Малкият и Големият Клаус – мюзикъл по едноименната приказка на Ханс Кристиан Андерсен

1972
- Двубоят на столетието – от Аркадий Ваксберг
- Целувката на Юда – (I част – Дашиъл Хамет)
- Целувката на Юда – (II част – Дашиъл Хамет)
- Лодка в гората – от Николай Хайтов

1973
- Игра на любовта и случая – от Мариво
- Насила лекар - от Молиер

1974
- Генерална репетиция – от А. Муларчик
- Война в джунглата – драматизация за деца по Димитър Подвързачов, стихове Банчо Банов
- Измама със смъртта – (I част) от Димитър Пеев
- Измама със смъртта – (II част) от Димитър Пеев
- Съд на честта – от Рангел Игнатов

1975
- Мотопедът – от Недялко Йорданов
- Женитба – от Николай Гогол

1976
- Един прекрасен ден – от Васил Цонев
- Орденът – по Елин Пелин, сц. Любен Морчев

1977
- Табакера 18 карата – от Никола Русев

### Други предавания
От 1964 до 1993 г. паралелно с Телевизионния театър Любен Морчев участва в създаването и режисурата на много рубрики в телевизията: Лека нощ, деца!, Педя човек, Приказки с Климент Денчев, Весело състезание, Ивчо Моливчо (с художника Борис Димовски), Време за театър (с Йосиф Сърчаджиев), Журнал ЛИК, Срещи ЛИК, Поезия, „Карлсон, който живее на покрива“ и др.

## Театрални постановки
Веднага след завършването на театралното училище, Любен Морчев работи като режисьор в различни театри в провинцията. От 1955 г. до 1964 г. той поставя: Забавен случай от Карло Голдони, Министершата от Бранислав Нушич, Хъшове от Иван Вазов, В полите на Витоша от Пейо Яворов, Квадратура на кръга от Валентин Катаев, Два ангела слизат от небето от Хейнар Кипхарт, както и “Рожденият ден на Тереза“ от Георг Мдивани, Омагьосаните братя от Евгени Шварц, Щедра вечер от Вратислав Блажек.
В София (1960 г.) в Театър Трудов Фронт работи съвместно с проф. Желчо Мандаджиев върху пиесата От много любов от Климент Цачев и Майстори от Рачо Стоянов.
В Народния театър “Иван Вазов“ (1961 г.) Любен Морчев работи с проф. Филип Филипов върху Дванайсета нощ от Шекспир, което е възстановяване на по-ранна постановка на Николай Масалитинов. Той поставя  И най-мъдрият си е малко прост от Александър Островски, Пред буря от Боян Балабанов, Глас народен от Георги Караславов, Службогонци от Иван Вазов.
От 1991 г. до 1998 г. Любен Морчев подновява театралната си дейност в Соmpagnie Тhéâtrale Radka Riaskova, Париж, със спектаклите играни в Buffon Théâtre, Париж, турнета във Франция и в Италия: Вишнева градина (А.П. Чехов), Насила Лекар (Молиер), Дванайсета нощ (Шекспир), И най-мъдрият си е малко прост (Александър Островски), Красива птичка с цвят зелен (Карло Гоци), Мнимият болен (Молиер), Оркестърът (Жан Ануи). 